# Constantina
Constantina – gmina w Hiszpanii, w prowincji Sewilla, w Andaluzji, o powierzchni 481,31 km². W 2011 roku gmina liczyła 6395 mieszkańców.